# Brian Watts
Brian Alan Watts (Hagersville, 10 settembre 1947) è un ex hockeista su ghiaccio canadese.
Nel corso della carriera ha giocato nel ruolo di ala sinistra.

## Carriera
Watts a livello giovanile crebbe negli Hamilton Red Wings, squadra della Ontario Hockey Association. In occasione dell'NHL Amateur Draft 1964 fu scelto in settima posizione assoluta dai Detroit Red Wings. Fino al 1970 militò invece nella NCAA presso la Michigan Technological University, entrando per due volte nell'All-Star Team della WCHA.
Nel 1970 Watts diventò professionista all'interno dell'organizzazione dei Detroit Red Wings. Nelle stagioni successive giocò nelle formazioni affiliate alla franchigia di Detroit: Port Huron Flags in IHL, Fort Worth Wings in CHL e Virginia Wings in AHL. Nella stagione 1973-74 giocò in Europa con i London Lions, formazione legata ai Red Wings per promuovere l'hockey su ghiaccio in Europa.
Nel 1974 fece ritorno in Nordamerica ancora all'interno dell'organizzazione dei Red Wings, giocando un'altra stagione in AHL. Nella stagione 1975-76 Watts riuscì ad esordire in National Hockey League giocando quattro partite con i Detroit Red Wings, giocando 56 incontri con il farmteam in AHL con i New Haven Nighthawks. Concluse la carriera nel 1977 in Svezia con la maglia dell'IF Björklöven.

## Palmarès

### Individuale
- WCHA All-Star Team: 2

1967-1968, 1969-1970